# Фомпедраса
Фомпедраса (ісп. Fompedraza) — муніципалітет в Іспанії, у складі автономної спільноти Кастилія-і-Леон, у провінції Вальядолід. Населення — 138 осіб (2010).
Муніципалітет розташований на відстані близько 130 км на північ від Мадрида, 50 км на схід від Вальядоліда.

## Демографія
Динаміка населення (INE ):

## Галерея зображень

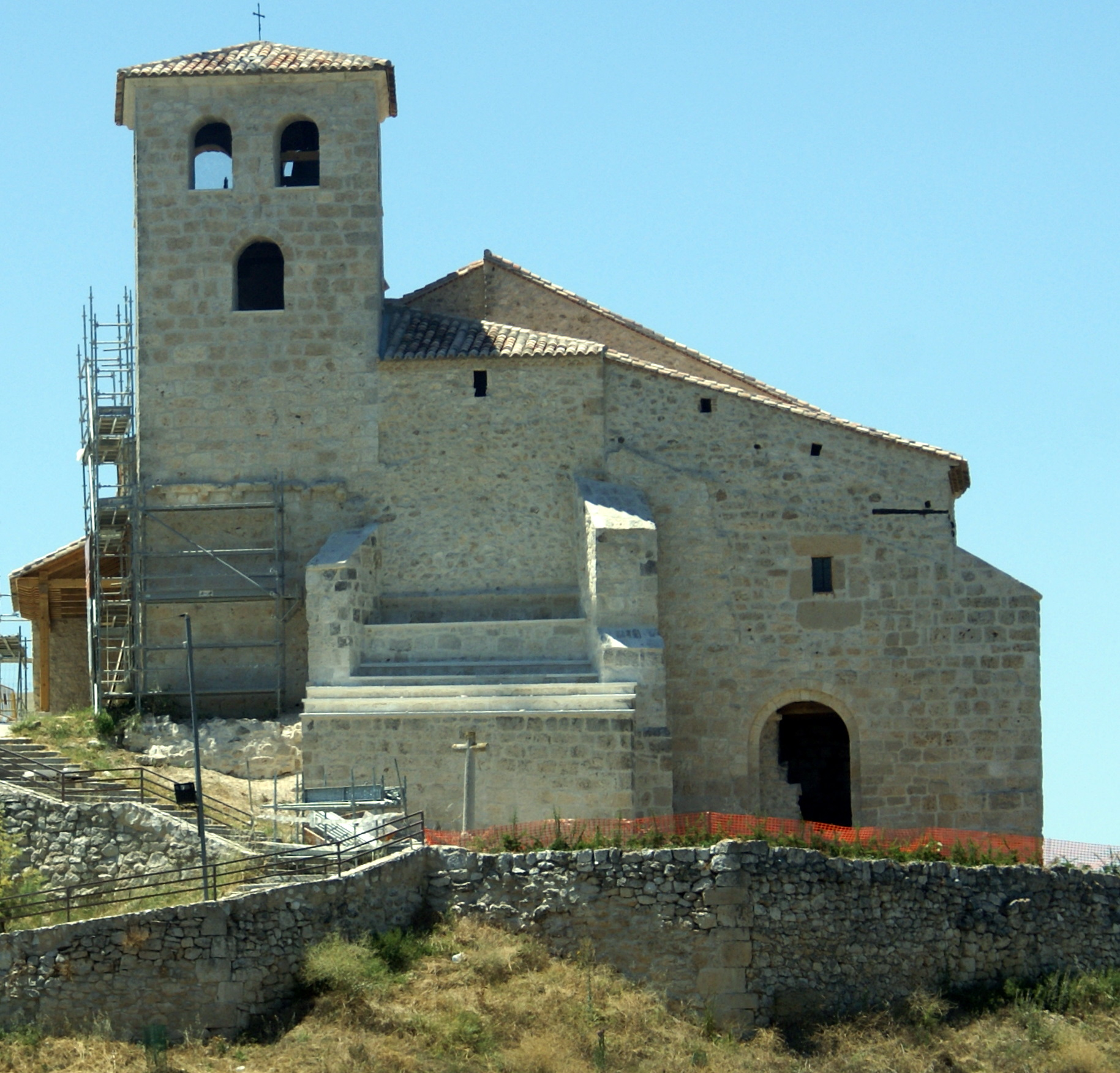
Церква Сан-Бартоломе